# Марино (Ирландия)
Марино (англ. Marino; ирл. Marino) — городской район Дублина в Ирландии, находится в административном графстве Дублин (провинция Ленстер).
Район состоит из примерно 1300 домов, построенных в основном из бетона, что для Ирландии в годы постройки было необычно. Дома были построены частным подрядчиком с использованием труда немцев-эмигрантов; каждый дом стоил 657 фунтов стерлингов (примерно 40 000 евро по нынешним ценам).